# Stanford Moore
Stanford Moore (ur. 4 września 1913 w Chicago, zm. 23 sierpnia 1982 w Nowym Jorku) – amerykański biochemik, profesor biochemii Uniwersytetu Rockefellera w Nowym Jorku (od 1952). Prowadził prace badawcze w dziedzinie struktury białek i technik automatycznej analizy aminokwasów.
Za wkład w wyjaśnienie zależności między budową chemiczną a aktywnością katalityczną centrum aktywnego cząsteczki rybonukleazy otrzymał w roku 1972, wraz z W.H. Steinem (po 1/4) i Ch.B. Anfinsenem (1/2), Nagrodę Nobla w dziedzinie chemii.